# Looplijnen

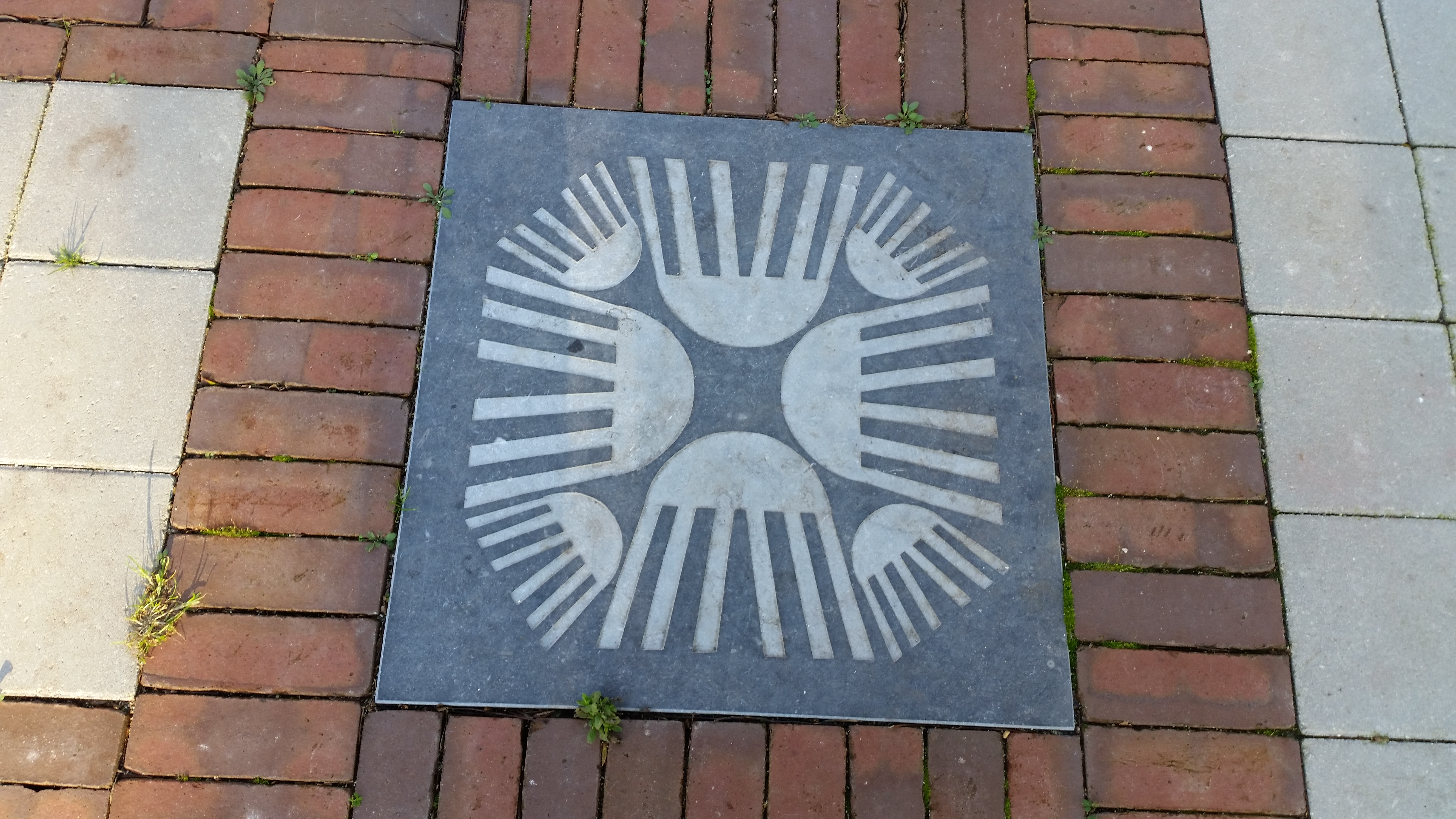
Een motieftegel (oktober 2019)

Looplijnen is een artistiek kunstwerk in Amsterdam-West, Spaarndammerbuurt.
Het kunstwerk ligt in de vloer van het Domela Nieuwenhuisplantsoen. Deze vloer droeg vanaf 1891 tot 1967 de Maria Magdalenakerk, waarvan de restanten nog hier en daar zichtbaar zijn in het plantsoen. Bij een opknapbeurt van het plein werd ze opnieuw betegeld. Een deel van dat tegelwerk bestond uit natuurstenen tegels en looplijnen, ontworpen door Elspeth Pikaar. De lijnen verwijzen niet alleen naar de ribben van de gewelven van de voormalige kerk, maar ook van de loopbewegingen die in de kerk zouden hebben plaatsgevonden en in het plantsoen nog gaan plaatsvinden. De kruispunten worden gevormd door de eerder genoemde tegels. De tegels zijn versierd met motieven, die aangedragen werden tijdens workshops met buurtbewoners, die ook aangekaart hadden dat het plantsoen aan renovatie toe was. Het geheel bestaat uit Belgisch hardsteen, bakstenen klinkers en betontegels.